# Gwynne Gilford
Gloria Gwynne Gilford (Los Angeles, 27 luglio 1946) è un'attrice statunitense, attiva dal 1969 al 1987.

## Biografia
È figlia dell'attrice Anne Gwynne e di Max M. Gilford.
Nel 1969 ha sposato l'attore Robert Pine, da cui ha avuto due figli, l'attore Chris Pine e Katherine Pine.
Attiva nel mondo del cinema dal 1969 al 1987, dopo il ritiro ha svolto l'attività di psicoterapeuta.

## Filmografia parziale

### Cinema
- Beware! The Blob, regia di Larry Hagman (1972)
- Dissolvenza in nero (Fade to Black), regia di Vernon Zimmerman (1980)
- I dominatori dell'universo (Masters of the Universe), regia di Gary Goddard (1987)

### Televisione
- Giovani avvocati (The Young Lawyers) – serie TV, episodi 1x04-1x23 (1970-1971)
- Gunsmoke – serie TV, episodio 16x18 (1971)
- Il dramma di Dallas (Ruby and Oswald) – film TV (1978)
- A New Kind of Family – serie TV, 8 episodi (1979-1980)
- CHiPs – serie TV, 6 episodi (1979-1981)
- Cuore e batticuore (Hart to Hart) – serie TV, episodio 4x04 (1982)
- Kate's Secret – film TV (1986)